# Аттуэлл, Стюарт
Стю́арт Сти́вен А́ттуэлл (англ. Stuart Steven Attwell; 6 октября 1982, Нанитон, Уорикшир) — английский футбольный судья, обслуживающий матчи Премьер-лиги, Футбольной лиги Англии, а также английские национальные кубковые турниры. Начал судить матчи Премьер-лиги в 2008 году, став самым молодым судьёй в истории этого турнира, однако в феврале 2012 года был исключён из «Избранной группы судей» и переведён в список судей Футбольной лиги. С 2016 года вновь обслуживает матчи Премьер-лиги.

## Судейская карьера
В 2004 году окончил Университет Стаффоршира. Работал футбольным судьёй в матчах низших английских лиг, затем в Футбольной лиге Уэст-Мидленса и в Футбольной лиге Англии.
Свой первый матч в Футбольной лиге обслужил 11 августа 2007 года. Это была игра между «Херефорд Юнайтед» и «Ротерем Юнайтед». 26 декабря был впервые назначен на матч Чемпионата Футбольной лиги между «Шеффилд Юнайтед» и «Блэкпулом». В сезоне 2008/09 был включён в Избранную группу судей, что позволяло ему обслуживать матчи Премьер-лиги. Стал самым молодым судьёй в истории английской Премьер-лиги в возрасте 25 лет. Его первым матчем в Премьер-лиге стала встреча между «Блэкберном» и «Халл Сити» 23 августа 2008 года.
В феврале 2012 года Аттуэлл был исключён из «Избранной группы судей» и был переведён в Национальный список судей, обслуживающих матчи Футбольной лиги. Таким образом, он больше не мог обслуживать матчи Премьер-лиги. Перед началом сезона 2016/17 был вновь включён в список «Избранной группы судей» и начал привлекаться к обслуживанию матчей Премьер-лиги.

## Статистика
| Сезон   | Матчи | Всего | за матч | Всего | за матч |
| ------- | ----- | ----- | ------- | ----- | ------- |
| 2007/08 | 32    | 52    | 1,62    | 9     | 0,28    |
| 2008/09 | 30    | 94    | 3,13    | 8     | 0,26    |
| 2009/10 | 26    | 95    | 3,65    | 4     | 0,15    |
| 2010/11 | 25    | 79    | 3,16    | 2     | 0,08    |